# Pbsl

«Che Allah lo benedica e dia pace a lui e alla sua famiglia»

Pace e Benedizione su di Lui, in sigla PBSL, è un'eulogia che accompagna ogni menzione del nome di Maometto da parte dei musulmani di lingua italiana. L'espressione deriva dall'originale in arabo ﷺ‎? (صلى الله عليه وسلم‎, ṣallā Allāhu ʿalayhi wa-sallam), una frase che i musulmani devono dire non solo quando menzionano il profeta dell'islam Maometto, ma anche tutti gli altri profeti citati nel Corano, tra cui in particolare Gesù (ʿĪsā) e Abramo (Ibrahim).
I musulmani di lingua inglese utilizzano la sigla analoga PBUH, corrispondente a Peace be upon him (lett. "che la pace sia su di lui").
Presso gli sciiti, quest'eulogia è utilizzata anche dopo aver nominato ʿAlī ibn Abī Ṭālib o uno degli imam da lui discesi. 
Una traduzione esatta e completa dell'espressione araba è molto difficile. Letteralmente si dovrebbe tradurre "che Allah preghi su di lui e gli dia la pace". Dal momento però che per "pregare" si usa lo stesso verbo salla che di norma indica "eseguire la preghiera rituale", è evidente che il senso, riferito a Dio (e "in favore" del Profeta, più che "su di lui"), sarà piuttosto quello di "apportare benedizioni"; anche il verbo sallam indica "procurare il salam", che si può tradurre come "procurare la pace", ma in ambito islamico equivale anche a "procurare la salvezza".
Dal momento che la menzione del Profeta è frequentissima nel discorso religioso, anche quest'espressione viene ripetuta assai spesso, e per questo nello scritto si ricorre a grafie particolari, vuoi con un'abbreviazione in arabo (ﺻﻠﻌﻢ, nei testi occidentali a volte reso con s.A.'a.s.), vuoi con un simbolo speciale che contenga tutta l'espressione in caratteri particolarmente ridotti (come risultato si ha un carattere "legato" che ha un proprio codice in Unicode: U+FDFA ﷺ SALLALLAHOU ALAYHA WASALLAM). Dal momento che queste formule in arabo sono chiamate salawat, esiste anche l'abbreviazione SAW o, semplicemente (s.).